# Formula–750
A Formula–750 egy megszűnt motorverseny-sorozat, melyet 1973 és 1979 között rendeztek meg, 750 köbcentiméteres motorkerékpárok részére. A sorozat 1973-ban még brit bajnokságként indult, 1975-től azonban már Európa-bajnokság, 1977-től pedig már vb volt.

## A győztesek
| Szezon | Versenyző      | Motor  |
| ------ | -------------- | ------ |
| 1973   | Barry Sheene   | Suzuki |
| 1974   | John Dodds     | Yamaha |
| 1975   | Jack Findlay   | Yamaha |
| 1976   | Víctor Palomo  | Yamaha |
| 1977   | Steve Baker    | Yamaha |
| 1978   | Johnny Cecotto | Yamaha |
| 1979   | Patrick Pons   | Yamaha |